# Paramatachia media
Paramatachia media är en spindelart som beskrevs av Marples 1962. Paramatachia media ingår i släktet Paramatachia och familjen Desidae.
Artens utbredningsområde är Victoria, Australien. Inga underarter finns listade i Catalogue of Life.